# Babylon 5: Thirdspace
Babylon 5: Thirdspace es la segunda de las películas de Babylon 5 producida para la TNT. Fue dirigida por Jesús Salvador Treviño basándose en un guion de J. Michael Straczynski con Bruce Boxleitner, Claudia Christian y Mira Furlan como protagonistas principales.
Al igual que las demás películas y la serie Crusade, esta película está basada en la serie Babylon 5.

## Argumento
Los acontecimientos de la película transcurren a mediados del 2261, después de la Guerra de las Sombras, pero antes de la guerra para liberar a la Tierra del corrupto y homicida Presidente Clark. La tripulación de Babylon 5 descubre un antiguo y misterioso artefacto en el hiperespacio. Expediciones Interplanetarias bajo el mando del Dr. Trent llega a Babylon 5 para investigarlo.  Con el tiempo elle se obsesiona con el artefacto y empieza a abrirlo sin la debida precaución.
Lyta Alexander, que reconoce el artefacto y que tiene recuerdos de los vorlon, explica a Sheridan basándose en ese saber, que es un portal hacia una tercera dimensión más allá de la dimensón espacial e hiperespacial, que los Vorlons abrieron hace un millón de años y que contiene una especie que persigue la extinción de toda vida ajena a la suya incluso superior a los vorlon. Ellos pudieron cerrai la puerta a tiempo, pero antes esa especie, que puede también manipular la mente de otros utilizó ese poder para conseguir que el artefacto se peridese en el espacio con la esperanza de que algún día se abriese otra vez.
Lyta le da instrucciones a Sheridan para que pueda cerrar de forma definitiva el portal mientras que esa especie, aprovechándose de la actuación de la Dra. Trent, empieza a abrir el portal y a manipular a la tripulación para abrirla aún más y de forma estable. Luego empiezan a aparecer naves suyas para traspasarlo. Mientras que una flota de Sheridan mantienen a muy duras penas a esas naves en raya, Sheridan consigue en el último momento cerrar la puerta de forma definitivay acabar con esa amenaza.
La Dra. Trent, después de entregar el informe final sobre el artefacto dimite de su puesto por lo que hizo, mientras que la estación vuelve otra vez a la normalidad.

## Reparto
- Bruce Boxleitner - John Sheridan
- Claudia Christian - Susan Ivanova
- Mira Furlan - Delenn
- Richard Biggs - Dr. Stephen Franklin
- Jeff Conaway -  Zack Allan
- Stephen Furst - Vir Cotto
- Patricia Tallman - Lyta Alexander
- Shari Belafonte - Elizabeth Trent